# Установка фракціонування у Марлі
Установка фракціонування у Марлі — підприємство нафтохімічної промисловості на заході Німеччини, яке спеціалізується на роботі з фракцією С4.
За кілька кілометрів на південь від Марля, у Гельзенкірхені, працюють установки парового крекінгу, які розраховані на використання важкої (як для нафтохімії) сировини — в основному газового бензину, а також певної кількості газойлю та бутану. Це призводить до виходу великої кількості фракції С4, котра включає діолефін (бутадієн), олефіни (ізобутилен, 1-бутен, 2-бутен) та бутан. Цей продукт постачається для фракціонування у Марль (можливо відзначити, що колись обидва майданчики входили у сферу концерну VEBA, хоча наразі піролізне виробництво належить BP).
У Марлі з отриманої фракції передусім відбирають бутадієн, головним напрямком використання якого є продукування синтетичного каучуку. Потужності по випуску бутадієну, які станом на 1985 рік становили 120 тисяч тонн, в 2017-му вже сягнули 220 тисяч тонн.
Частина первісної фракції С4 спрямовується на селективну гідрогенізацію, що забезпечує отримання додаткових олефінів. Продукція цієї установки, а також отримана після вилучення бутадієну суміш (яка в нафтохімії називається Raffinate 1) проходить подальше фракціонування. Крім того, у 2015-му в Марлі ввели нову секцію, що надала можливість здійснювати розділення фракції С4, отриманої не з піролізного виробництва, а від нафтопереробного заводу (працює так само на гельзенкірхенському майданчику). Сировина з НПЗ практично не містить бутадієну, зате олефіни у ній складають дві третини, а ще третина припадає на бутан. Останній повертається у Гельзенкірхен як сировина для парового крекінгу.
Отриманий у Марлі ізобутилен передусім використовується для виробництва паливної присадки — метилтретинного бутилового етеру (потужність майданчику 255 тисяч тонн).
В 1-бутені зацікавлені виробники полімерів, які використовують його як ко-полімер. Станом на середину 1980-х в Марлі випускали 70 тисяч тонн 1-бутену і в подальшому цей показник зростав. Так, в 2015-му потужність по 1-бутену збільшили на 75 тисяч тонн. Це дозволило довести загальний показник компанії Evonik — власника фракціонатору в Марлі — до 310 тисяч тонн (втім, Evonik також володіє подібним виробництвом у Антверпені, потужність якого становить щонайменше 100 тисяч тонн).
Іншим великим напрямом роботи марльського майданчику є випуск пластифікаторів. Частину н-бутенів димеризують та спрямовують на продукування ізононанолу, котрий є базою для подальшого синтезу названого вище продукту.